# La casa 5
La casa 5 (nato come Beyond Darkness per l'estero, noto anche con il titolo Horror House II) è un film del 1990 diretto da Claudio Fragasso, che si firma con lo pseudonimo Clyde Anderson.
Il film venne interamente girato in America, a New Orleans, con attori americani e inglesi in lingua inglese. Il film, inizialmente, venne prodotto da Roberto Di Girolamo per la Filmexport Group, società di vendite all'estero che ancora oggi lo rappresenta, insieme ad Achille Manzotti dell'allora gruppo Bema (Berlusconi Manzotti). La produzione esecutiva fu affidata alla Filmirage di Aristide Massaccesi.

## Trama
Padre George viene chiamato in un carcere femminile per confessare una donna condannata a morte. La donna è accusata di aver ucciso molti bambini e, quando George la incontra, gli rivela di essere una strega morta secoli prima, reincarnata, che colleziona le anime di bambini innocenti per offrirle ad Amet. Prima dell'esecuzione, la donna consegna a George una bibbia malefica sulla quale troneggia la figura del demone Amet.
Tempo dopo, padre Peter, un giovane pastore protestante, viene trasferito dalla curia nel New England, insieme alla sua famiglia. Fin dal loro arrivo, nella casa accadono fatti inspiegabili, come oggetti che si spostano da soli, voci misteriose provenienti dalla radio che pronunciano formule in latino e strane luci che appaiono da un buco presente in un muro. Durante una cena, le malvagie presenze si manifestano in maniera violenta, ma Peter riesce a rispedirle nel mondo delle tenebre recitando alcuni passi della Bibbia. Il mattino seguente, Peter va a cercare il suo superiore per chiedere spiegazioni sull'accaduto. Lui gli rivela che è a conoscenza dei fatti che accadono nella casa e delle presenze oscure che vi abitano. Peter però è stato scelto perché, con l'aiuto della sua famiglia, è la persona più adatta per scacciare quelle presenze. Peter vorrebbe immediatamente lasciare la casa, ma sua figlia, la dolce Carole, rimane vittima di un fortissimo attacco di febbre, per cui non è in grado di andarsene.
Peter incontra George, il prete gesuita, in crisi con la propria fede da quando ha incontrato il diavolo, le cui condizioni mentali stanno peggiorando e lasciano presagire uno stato di pazzia. Lui scaccia il terrore che lo pervade con l'alcool. Padre George avverte Padre Peter del forte potere dei demoni, che impediranno con qualsiasi mezzo la sua partenza e quella della sua famiglia da quella casa, la stessa raffigurata nel suo libro. George è perseguitato da un demone chiamato Amet, che lo ha fatto allontanare dalla chiesa per la sua scarsa fede, ma la sua coscienza di uomo di chiesa prevale, quindi va da Peter per aiutarlo a scacciare gli spiriti maligni che occupano la sua casa e stanno per possedere totalmente suo figlio. Intanto, il piccolo Martin viene catturato, durante un altro attacco da parte dei demoni, dalle streghe demoniache.
George dopo essere entrato, avverte la presenza nella casa degli spiriti delle sette streghe, abitanti di un vicino villaggio e bruciate sul rogo per stregoneria secoli prima. George scopre anche la presenza di una camera che sembra essere il passaggio verso un'altra dimensione, quella che separa i due mondi paralleli (quantistica), della vita e della morte. Peter e la moglie Annie lo varcano per recuperare Martin, dividendosi, ma ciò che riportano indietro è solo il suo corpo inanimato, perché il suo spirito è imprigionato tra le mura della casa. Peter e George, dopo un esorcismo, riusciranno a mettere in salvo Martin, con il sacrificio di padre George che, recuperata la fede, si fa possedere al posto del bambino per poi uccidersi vincendo il male. La famiglia di Peter riuscirà a scappare dalla casa e a mettersi in salvo, poco prima del grande rogo che la brucerà. Ma non è il vero Martin quello che va con loro. Nell'ultima inquadratura si vede l'altro Martin affacciarsi alla finestra della casa prima che prenda fuoco...

## Produzione
Il titolo iniziale del film era Beyond Darkness - Oltre il buio: visto poi il buon incasso del precedente La casa 4 la produzione decise di modificarlo in La casa 5, nonostante il film non avesse nulla a che fare con la saga di Raimi. Il film venne prodotto dalla società del regista Aristide Massaccesi, la Filmirage: Massaccesi nello stesso periodo fu il produttore esescutivo anche di Troll 2, sempre diretto da Fragasso, per conto dell'americano Eduard Sarlui. La lavorazione durò quattro settimane e mezzo; le riprese si svolsero a New Orleans durante il Mardi gras, ed in un vero braccio della morte in un carcere della Louisiana. Durante le riprese nel carcere, si racconta, una delle attrici era anche una sensitiva, e quindi quando entrò nel carcere iniziò a piangere a causa dell'energia negativa che il posto emanava. L'attore David Brandon che interpretò Padre George, invece, venne scambiato per un vero prete da un detenuto che stava per essere ucciso sulla sedia elettrica, che gli chiese di confessarlo. Dopo questa esperienza Brandon si avvicinò molto al problema della pena di morte e del carcere.

### Sceneggiatura
Fragasso scrisse la sceneggiatura insieme alla moglie, la sceneggiatrice e scrittrice Rossella Drudi, che si firma con lo pseudonimo di Sarah Asproon. La realizzazione della sceneggiatura fu un'operazione molto complessa e ricercata, perché al suo interno erano presenti alcuni elementi reali. Per scriverla infatti vennero fatte tante ricerche sulla possessione demoniaca e Rossella Drudi lesse un libro rarissimo intitolato "I cento casi di possessione demoniaca riconosciuti dalla Santa Romana Chiesa" di Padre Malachia. Più in generale, fu principalmente Drudi a occuparsi di ricerche nei campi della demonologia e dell'esoterismo. Durante la lettura accaddero anche fatti inspiegabili, che aumentarono in fase di scrittura. I casi descritti nel libro erano tutti veri, e da questo libro la Drudi prese le cinque fasi della possessione presenti nel film. Sia Fragasso che Drudi dopo aver terminato di scrivere la sceneggiatura dovettero firmarla con i rispettivi pseudonimi esteri, Sarah Asproon e Clyde Anderson come il resto della troupe, tutta italiana.

### Casting
Tra gli interpreti figurano David Brandon, Barbara Bingham, Gene LeBrock, Michael Stephenson Lo stesso bambino con il quale Fragasso aveva girato l'anno prima in America nello Utah il film Troll 2.

## Distribuzione
Il film fu presentato dalla distribuzione italiana come quinto seguito apocrifo dei film La casa e La casa 2, diretti da Sam Raimi, poiché in quegli anni il sottogenere "case maledette" funzionava abbastanza bene, e così svariati film riportavano la parola "casa" nel titolo, oltre alla "C" iniziale raffigurata a mo' di falce sulle locandine. Il film fu venduto al MIFED di Milano per il mercato estero, Cinema, TV, Home video, in tutto il mondo. In Italia uscì in sala nell'Agosto del 1990. Con un incasso al botteghino di 1 miliardo e 500 milioni di lire, in seguito fu acquistato da Fininvest, oggi Mediaset e mandato in onda per anni su Italia 1 nel programma "Notte Horror" poi distribuito in Home Video da Medusa e rieditato più volte, sia in Italia che all'estero. Ultima edizione italiana in DVD distribuito da Cecchi Gori Cult. In Germania è uscì in sala e poi in TV e Home video. Il film è uscito in America prima nella cable TV poi in home video ed oggi è presente su tutte le piattaforme streaming, così come in Giappone, Cina, India, Russia, Francia, Spagna, Austria, EX Europa dell'Est, America Latina, America del Nord, Africa del Sud, Canada, Australia, Nuova Zelanda, Cile, Colombia, Messico ed altri paesi nel mondo.
Nel 2013 è uscita in Italia una edizione in DVD a cura di Medusa Video, priva purtroppo di contenuti extra.

## Accoglienza

### Incassi
La casa 5 venne distribuito da Achille Manzotti per Gruppo Bema, in collaborazione con la Artisti Associati nel circuito cinematografico italiano il 31 luglio 1990 dopo una contesa legale, nello stesso periodo di La casa 7 distribuito dalla LIFE di Roberto Cimpanelli e di La casa al nº 13 in Horror Street, distribuito dalla Chance Film di Massimo Civilotti; secondo quanto dichiarato da Fragasso, in Italia fu un successo, incassando più di un miliardo e mezzo di lire, considerando l'uscita in piena estate anche se non riuscì a classificarsi tra i cento migliori incassi della stagione cinematografica 1989/1990. Il film inoltre è ricordato come il maggiore successo horror di Fragasso. Il film venne presentato anche al "Festival international du film fantastique d'Avoriaz".

### Censura
Il film fu approvato dalla censura il 25 giugno 1990, con il visto n. 85796.

### Critica
In film in Italia ricevette critiche contrastanti. Nella recensione de "La Stampa", il giornalista ha scritto che «il film non ha una professionalità così spiccata da porlo al riparo del ridicolo.» ed ha criticato gli effetti e i dialoghi. "Il Morandini" gli ha assegnato una stella su cinque e ha scritto che è un «film fasullo, più in basso è difficile scendere». Salvagnini Rudy nel suo "Dizionario dei film horror" gli ha assegnato una stella su cinque, ma ha accolto positivamente alcuni aspetti, come la regia di Fragasso, l'inizio ben riuscito, le atmosfere, e l'interpretazione di David Brandon. "Il Farinotti" gli ha assegnato due stelle su cinque, apprezzando alcuni aspetti tecnici e gli effetti speciali, inoltre ha terminato la recensione consigliandolo solo agli amanti dei film di genere. Il giornalista Massimo Bertarelli ha citato il film nel libro "Millecinquecento film da evitare", gli ha dato come voto 4 e l'ha descritto come un «delirante horror». F. De Bernardinis nella rivista "Segnocinema" ha dato una recensione negativa, definenendo il film come «una produzione a basso costo e a basse idee».
Il sito "Film TV" ha assegnato al film un voto sufficiente, dandogli tre stelle su cinque
In America il film ricevette critiche più negative. Robert Firsching nel sito "AllMovie" gli ha assegnato una stella e mezzo su cinque, definendolo un «mediocre film sull'occulto»  Leonard Martin nella sua "Guida ai film 2009" gli ha assegnato una stella